# Thai Farmers Bank FC
Thai Farmers Bank Football Club (Thajsky: สโมสร ฟุตบอล ธนาคาร กสิกร ไทย) je zaniklý thajský fotbalový klub se sídlem v Bangkoku a podporovaný stejnojmennou finanční institucí. V letech 1994 a 1995 vyhrál dva tituly v Asijském mistrovství klubů jako jediný thajský klub v historii.
V důsledku asijské finanční krize v roce 1997 klesla cena akcií sponzora klubu o 49 %, což mělo za následek jejich převzetí zahraničními investory. Finanční krize pokračovala, a tak klub v roce 2000 nakonec zanikl.

## Historie
Thai Farmers Bank Football Club byl založen v roce 1987 z iniciativy Banthona Lamsama, generálního ředitele banky.
Záhy tým postoupil do Královského fotbalového poháru kategorie A, což byla tehdy hlavní thajská soutěž, protože liga tehdy v Thajsku ještě neexistovala.
Thai Farmers Bank dokázal vyhrát královský pohár třikrát za sebou v letech 1991, 1992 a 1993.

### Na asijské mistrovství
V ročníku 1992/93 hrál Thai Farmers Bank poprvé na Asijském mistrovství. Tým zahájil třetí kvalifikační kolo proti indonéskému týmu ArCeto Solo, přičemž první zápas vyhrál 2:0, ale druhý zápas prohrál 3:0 a byl vyřazen s celkovým skóre 2:3.
V následujícím ročníku 1993/94 se klub znovu zúčastnil tohoto turnaje. Do prvního kvalifikačního kola zóny jihovýchodní Asie přešel přes Pahang z Malajsie, který odstoupil, a porazil indonéskou Arema Malang s celkovým skóre 6:3 v 1. kole. Ve čtvrtfinálové skupině se potkal s týmy Liaoning FC z Číny a Muharraq Club z Bahrajnu. Čtvrtfinálové skupiny měly jen 3 týmy místo 4, protože 2 týmy odstoupily. Od těchto skupin dál až po finále se hrálo v Bangkoku, takže Thai Farmers Bank měl výhodu domácího prostředí. Po 2 remízách skončil tým 2. ve skupině za Liaoningem a postoupil do semifinále. Tam narazil na Verdy Kawasaki z Japonska. Utkání skončilo 1:1 po prodloužení a Thai Farmers Bank postoupil na penalty. [1] Ve finále tým stojí proti ománskému Oman Club, kde většinu hráčů tvoří hráči národního týmu Ománu. Thai Farmers Bank vyhrál 2:1. Thai Farmers Bank poté reprezentoval Asii na afro-asijském mistrovství. Na hřišti egyptského Zamaleku prohráli 2:1 a v domácí odvetě vyhráli 1:0 a získali trofej díky pravidlu o větším počtu gólů na hřišti soupeře.
V ročníku 1994/95 si nejprve Thai Farmers Bank narazil na indický Mohun Bagan ve 2. kole. V Thajsku vyhrál Thai Farmers Bank 4:0 a odveta se měla hrát dle nařízení AFC v Malajsii kvůli dýmějovému moru. Indové ale odmítli do Malajsie cestovat a tak prohráli kontumačně 3:0. Ve východní čtvrtfinálové skupině se tým utkal s Ilhwa Chunma z Jižní Koreje, Verdy Kawasaki z Japonska a Liaoning FC z Číny. Skupina se hrála v Jižní Koreji, Thajci skončili na 2. místě za domácími, když měli 2 body stejně jako oba nepostupující týmy. Od semifinále dál se opět hraje v Bangkoku a tak mají Thai Farmers Bank opět výhodu domácích. V semifinále stáli proti Něftči Fergana z Uzbekistánu, po remíze 2:2 postoupili po penaltovém rozstřelu. Ve finále porazili Al-Arabi z Kataru 1:0 Thai Farmers Bank poté reprezentoval Asii na afro-asijském mistrovství. Doma remizoval s tuniským Espérance 1:1 a venku prohrál 3:0.

### Vstup do profesionálního fotbalu a rozpuštění klubu
V roce 1996 Thajský fotbalový svaz založil profesionální ligu pod názvem „Johnnie Walker Thailand Soccer League“ nebo též Thai League No. 1. Thai Farmers Bank vyhrál 34zápasovou základní část, ale první čtyři týmy čeká ještě nadstavba. V semifinále klub prohrál se Stock Exchange of Thailand 2:0. Tým alespoň vyhrál potřetí za sebou Queen's Cup. V roce 1997 přišla finanční krize, což způsobilo klubu finanční problémy. V roce 2000 byl klub rozpuštěn.

## Úspěchy

### Domácí
- Kor Royal Cup (5): 1991, 1992, 1993, 1995, 1999
- Queen's Cup (4): 1994, 1995, 1996, 1997
- Thailand FA Cup (1): 1999

### Mezinárodní
- Asijské mistrovství klubů (2): 1993–1994, 1994–1995
- Afro-Asian Club Championship (1): 1994